# M/S Sea Diamond
M/S Sea Diamond var ett kryssningsfartyg som byggdes i Helsingfors 1985. Hon hette från början M/S Birka Princess och användes av Birka Cruises till 2006. Fartyget såldes därefter till Louis Cruise Line och bytte namn till Sea Diamond. Hon sjönk 2007 efter en grundstötning vid Santorini i Grekland.
Sea Diamond medverkade i TV-serien Rederiet som det fiktiva fartyget M/S Freja.

## Historia

### Birka Princess1986–2006
Fartyget byggdes vid Nordsjövarvet i Helsingfors och levererades till det åländska rederiet Birka Cruises. Hon togs i bruk i april 1986 och byggdes om 1992, 1999 och 2001. Under hela perioden trafikerade hon rutten Stockholm–Mariehamn.
Hemmahamnen var Mariehamn och fartyget seglade under åländsk flagg.
Fartyget hade fyra Wärtsilä Vasa 12V32-dieselmotorer med en total effekt på 17 652 kW. Toppfarten var 22 knop. Fartyget saknade bildäck och tog cirka 1 500 passagerare.
År 2006 såldes hon till det cypriotiska rederiet Louis Cruise Line. Hon avgick från Nådendal den 3 april 2006. Hemmahamnen blev Pireus i Grekland.

### Förlisningen 2007
Den 5 april 2007 gick fartyget på grund nära ön Thira i Santorini. Hon fick slagsida och började ta in vatten. Samtliga 1 167 passagerare och 391 besättningsmedlemmar evakuerades. Två personer omkom. Hon sjönk morgonen därpå och ligger nu på 125–140 meters djup.
Rederiet uppgav att grundet var felmarkerat i sjökortet. Deras mätningar visade att grundet låg 131 meter från land, inte 57 meter som kartan visade. Den grekiska hydrografiska myndigheten motsatte sig detta.
Hamnkaptenen på Thira uppgav i en dokumentär att ingen tidigare använt samma kurs som Sea Diamond. Han hävdade också att fartygets djupmätare inte fungerade.
Vraket ligger på en klipphylla. Lokala myndigheter har varnat för rasrisk och miljöfarliga utsläpp. Den grekiska regeringen bedömde 2011 att en bärgning skulle kosta cirka 150 miljoner euro. Man ansåg att ansvaret låg på försäkringsbolagen och rederiet, som inte planerar att bärga fartyget.

## Bildgalleri

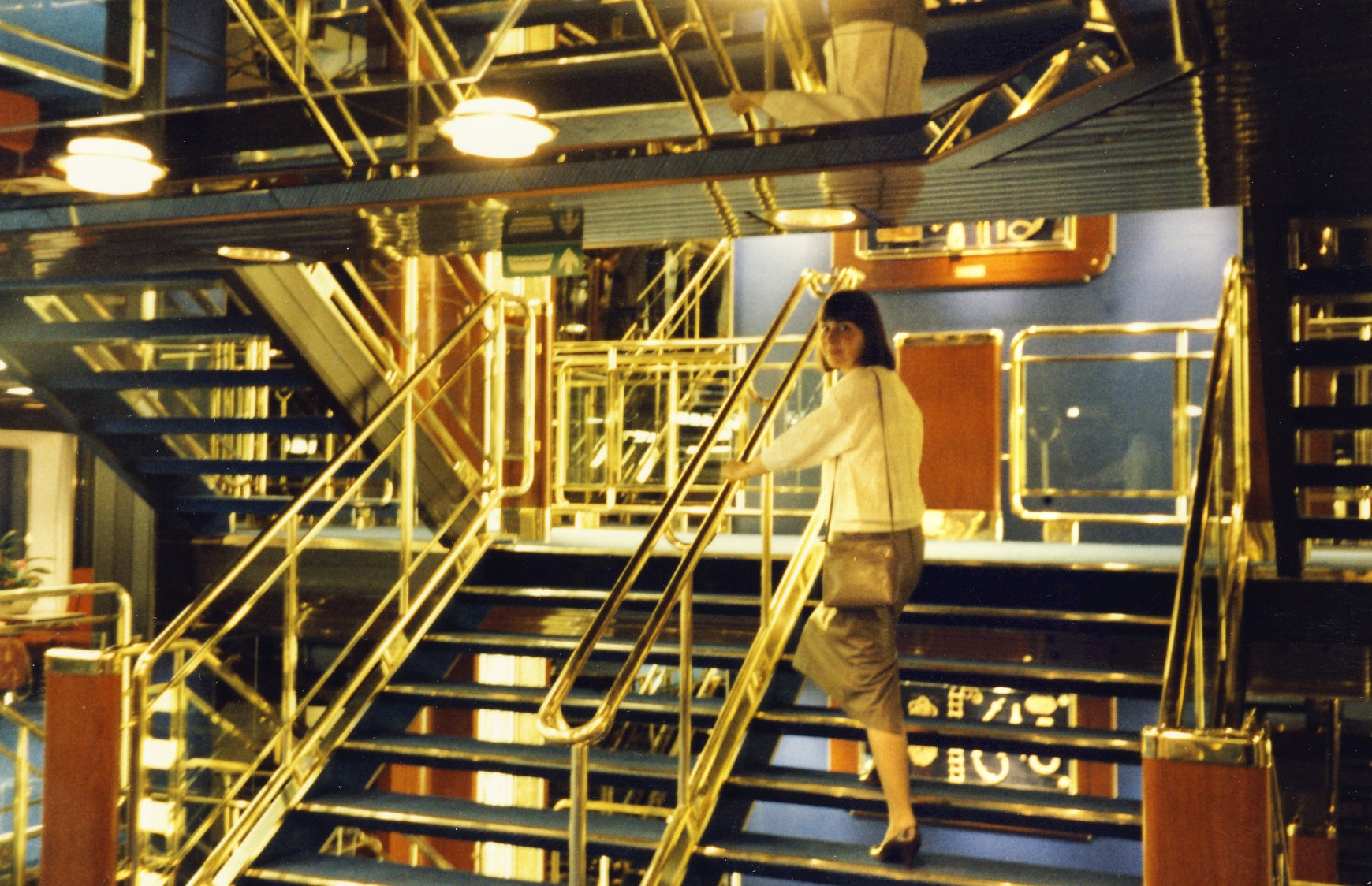
Huvudtrappan, april 1986
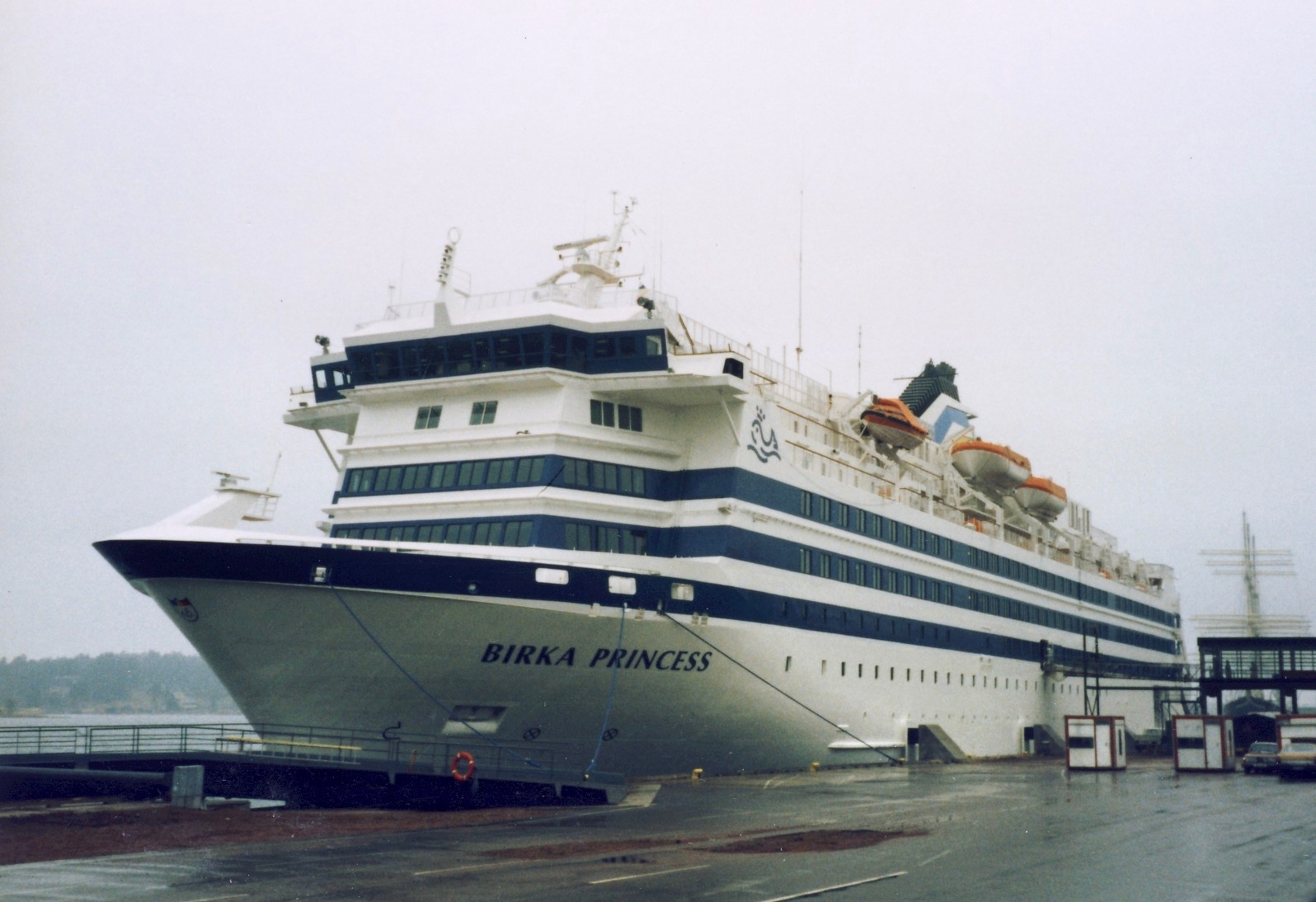
M/S Birka Princess i Mariehamn, april 1986
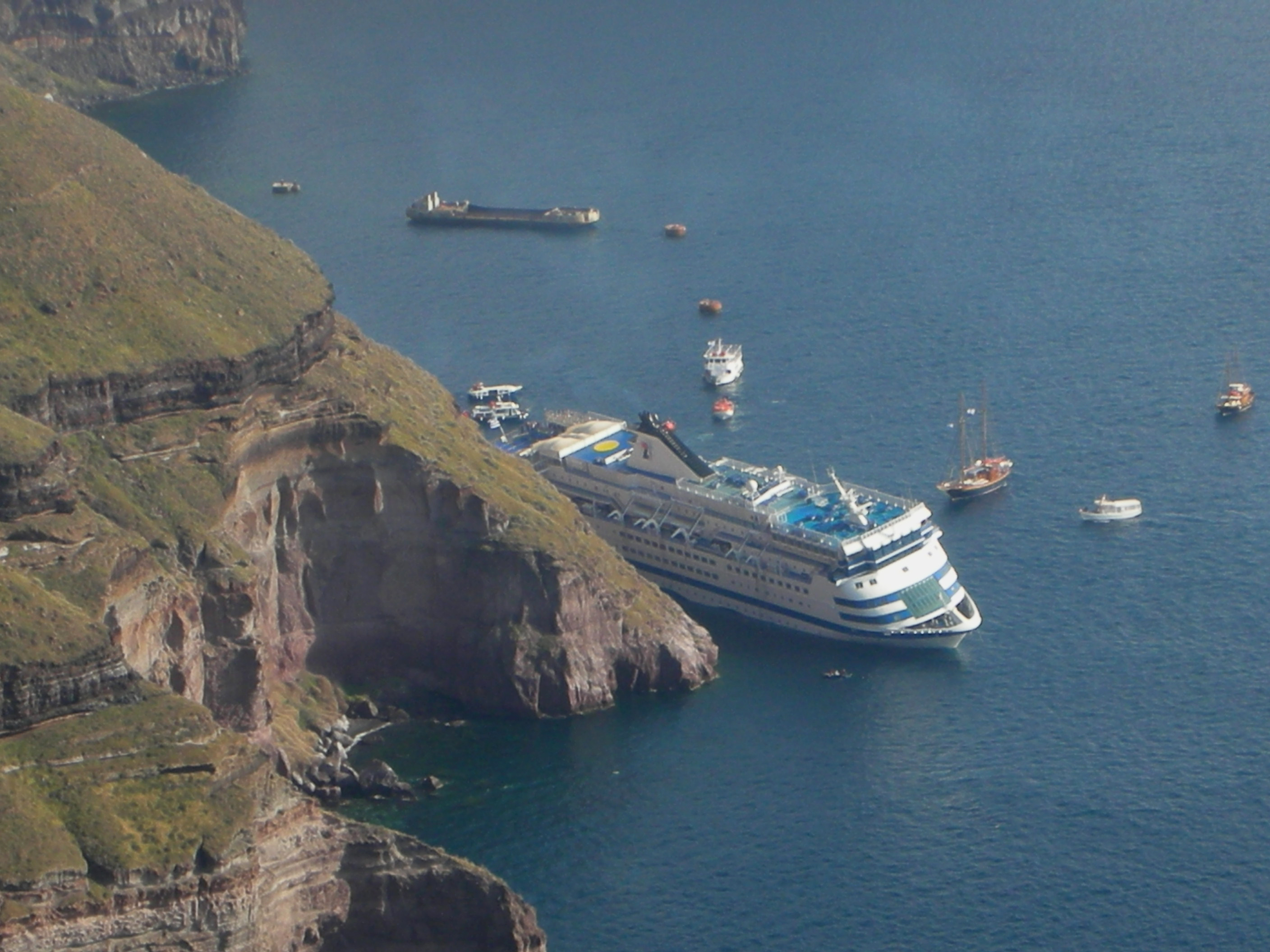
M/S Sea Diamond på grund vid Santorini
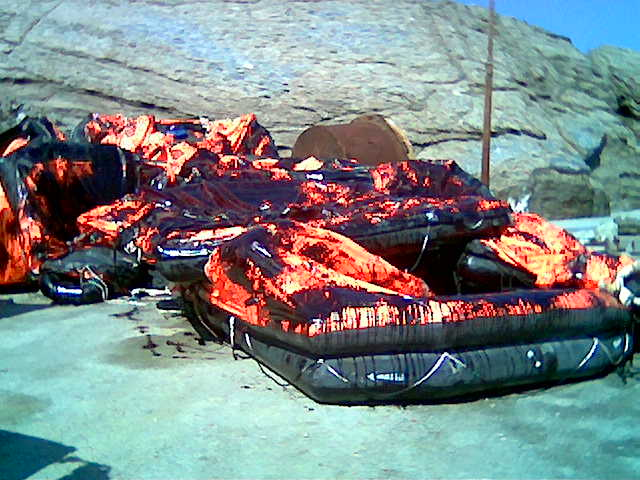
Livflottar efter förlisningen